# Вулканолог (судно)
«Вулканолог» — научно-исследовательское судно типа «Валериан Урываев» Академии Наук СССР. Спущено на воду 26 апреля 1976 года, построено Хабаровским судостроительным заводом имени С. М. Кирова. Находилось в распоряжении Института вулканологии Академии Наук СССР
Судно построено по специальному проекту и предназначалось для исследований подводного вулканизма и сейсмической активности в Тихом океане. Всего совершен 41 научно-исследовательский рейс, посещены Мексика, Новая Гвинея, Новая Зеландия, Филиппины, Малайзия, территория возле Камчатского полуострова.
В результате научных исследований, проводившихся на судне, были выявлены закономерности геологического развития дна в Курило-Камчатском регионе, составлены тектонические карты, обнаружены и описаны сейсмоактивные разломы. Учёными судна был открыт Массив Вулканологов, находящийся к северо-востоку от Командорских островов, и действующий подводный вулкан Пийпа.
В 1980 году во время ремонта произошёл взрыв главного двигателя «Вулканолога».
После 1991 года судно использовалось для пассажирских рейсов.